# Purpura fulminans
La Purpura fulminans (nota anche come Purpura gangrenosa) è una condizione emorragica solitamente associata a sepsi o ad una infezione precedente, è la manifestazione cutanea della coagulazione intravascolare disseminata. Si verifica principalmente nei neonati e nei bambini piccoli, ma sono stati segnalati anche rari casi tra gli adulti.

## Storia
La patologia è stata descritta per la prima volta da Guelliot nel 1884.

## Clinica
Si tratta di un disturbo pericoloso per la vita e di insorgenza acuta. È caratterizzata da emorragia cutanea e necrosi (morte del tessuto), bassa pressione sanguigna, febbre e coagulazione intravascolare disseminata.

## Cause
Cause comuni sono le infezioni gravi (soprattutto da meningococco, capnocytophaga canimorsus e da altri organismi Gram-negativi) e dalla carenza nel sangue di anticoagulanti naturali come la proteina C o la proteina S. In alcuni casi la causa non viene mai trovata.

## Trattamento
Il trattamento principale consiste nel rimuovere la causa e diminuire il grado delle alterazioni della coagulazione sottostanti e da un trattamento di supporto (antibiotici, somministrazione di liquidi, aumento dell'ossigenzaione dei tessuti, ecc.). In seguito la gestione della patologia comprende un trattamento aggressivo dello stato settico. Procedure chirurgiche, come lo sbrigliamento, l'escarotoma, la fasciotomia e perfino l'amputazione, sono interventi che possono rendersi necessari. In molti casi, l'amputazione dovrebbe essere scelta solo quando l'apporto di sangue alla zona è completamente cessato.
Risulta spesso difficile determinare la vitalità del tessuto durante la fase di sbrigliamento e quindi l'amputazione è da differire fino a quando non vi è la certezza della sua necessità.